# Ilha Tava
Tava ou Plita, é uma ilha na Baía de Baku, Azerbaijão.

## Geografia
É uma ilha muito pequena, localizada entre Boyuk Zira e Vulf (Dash Zira).
Foca do Cáspio, esturjão, e numerosos tipos de pássaros como patos da cerceta, gaivotas de arenques, e mergulhões são algumas das espécies que podem ser encontradas em e ao redor da ilha.